# Juan José Chaux Mosquera
Juan José Chaux Mosquera (Popayán, 6 de septiembre de 1957-Cali, 19 de julio de 2021) fue un abogado, político y diplomático colombiano, miembro del Partido Liberal Colombiano.
Chaux ocupó varios cargos públicos, siendo Representante a la Cámara (1990-1991; 1991-1994; 1994-1998) y Senador (1998-2002) por el Liberalismo, gobernador de Cauca, concejal de Popayán y embajador de Colombia en República Dominicana. Fue investigado por sus presuntos nexos con paramilitares.